# Унно фон Фішель
Унно фон Фішель (нім. Unno von Fischel; 5 листопада 1915, Кіль — 12 січня 1942, Середземне море) — німецький підводник, оберлейтенант-цур-зее крігсмаріне.

## Біографія
В 1934 році вступив у рейхсмаріне. З 21 червня 1941 року — командир підводного човна U-374, на якому здійснив 3 походи (79 днів у морі). U-374 був потоплений 12 січня 1942 року у Середземному морі південно-західніше мису Спартівенто (37°50′ пн. ш. 16°00′ сх. д.) торпедами британського підводного човна «Анбітн». 42 члени екіпажу, включаючи Фішеля, загинули і лише 1 врятувався.
Всього за час бойових дій Фішель потопив 3 кораблі загальною водотоннажністю 4341 брт.
| Дата           | Назва корабля    | Тип                   | Тоннаж | Вантаж                  | Екіпаж | Загинули | Країна             |
| -------------- | ---------------- | --------------------- | ------ | ----------------------- | ------ | -------- | ------------------ |
| 31 жовтня 1941 | Rose Schiaffino  | Торговий пароплав     | 3,349  | 4200 тонн залізної руди | 41     | 41       | Британська імперія |
| 11 грудня 1941 | HMS Lady Shirley | Протичовновий траулер | 477    |                         | 33     | 33       | Британська імперія |
| 11 грудня 1941 | HMS Rosabelle    | Патрульна яхта        | 515    |                         | 42     | 30       | Британська імперія |

## Звання
- Кандидат в офіцери (8 квітня 1934)
- Фенріх-цур-зее (1 липня 1935)
- Оберфенріх-цур-зее (1 січня 1937)
- Лейтенант-цур-зее (1 квітня 1937)
- Оберлейтенант-цур-зее (1 квітня 1939)

## Нагороди
- Медаль «За вислугу років у Вермахті» 4-го класу (4 роки)
- Залізний хрест
  - 2-го класу (8 березня 1941)
  - 1-го класу (14 листопада 1941)
- Нагрудний знак підводника (11 квітня 1941)